# Известковая (Ленинградская область)
Известковая — деревня в Бокситогорском городском поселении Бокситогорского района Ленинградской области.

## История
Посёлок Известковый учитывается областными административными данными с 1 января 1955 года в Сенновском сельсовете Бокситогорского района.
С 1960 года в составе Борского сельсовета.
С 1963 года в составе Тихвинского района.
С 1965 года вновь в составе Бокситогорского района. В 1965 году население посёлка составляло 100 человек.
По данным 1966, 1973 и 1990 годов в состав Борского сельсовета входила деревня Известковая.
В 1997 году в деревне Известковая Борской волости проживал 1 человек, в 2002 году — 5 человек (все русские).
В 2007 году в деревне Известковая Бокситогорского ГП проживали 7 человек, в 2010 году — также 7.

## География
Деревня расположена в западной части района на автодороге 41К-039 (Бокситогорск — Батьково).
Расстояние до административного центра поселения — 6 км.
Деревня расположена у железнодорожной станции Известковая, на ведомственной железнодорожной линии Большой Двор — Бокситогорск, колеи 1520 мм.
Деревня находится на левом берегу реки Синёнка.

## Демография
| 1997 | 2002 | 2007 | 2010 | 2017 |
| ---- | ---- | ---- | ---- | ---- |
| 1    | ↗5   | ↗7   | →7   | ↘4   |

### Национальный состав
Согласно данным Всероссийской переписи населения 2021 года в деревне проживали 5 человек, все русские.